# Eer de haan kraait (toneelstuk)
Eer de haan kraait is een drama geschreven door de Slowaakse schrijver Ivan Bukovčan in het jaar 1947. Het won een prijs in de categorie dramaturgie. Het toneelstuk is geschreven voor 11 acteurs, met name vier vrouwen en zeven mannen.

## Verhaal
November 1944. Een rustig Slowaaks stadje wordt bezet door de nazi's nadat ze een bloedige opstand de kop hebben ingedrukt. Als op een koude nacht een Duitse soldaat vermoord wordt, laat de commandant 10 willekeurige Slowaakse burgers oppakken die zich na de avondklok nog buiten bevonden. Zonder te weten waarom ze werden opgepakt, worden de 10 burgers opgesloten in een kelder. Op een na lijken ze elkaar allemaal te kennen. Als ze het bezoek krijgen van mijnheer Fischl, een Duitse inwoner van de stad die door de commandant als onderhandelaar werd aangeduid, wordt het hun duidelijk waarom ze opgesloten werden. Als vergelding zal een van hen de volgende ochtend geëxecuteerd worden. Wie dat zal zijn, mogen ze zelf onder elkaar uitmaken. In het begin weigeren ze een slachtoffer aan te duiden en moet Fischl zonder een naam afdruipen. Maar naarmate de nacht vordert, beginnen de spanningen hoog op te lopen. Als snel wordt het duidelijk dat iedereen bereid is om zijn huid duur te verkopen. Er begint een strijd die leidt tot nooit geziene gedaanteverwisselingen. Haat, wantrouwen, manipulatie en verraad wisselen elkaar in een snel tempo af. En dan breekt de ochtend aan en komt Fischl de naam van het slachtoffer halen.

## Personages
- Fanka: Jonge gymnasiumleerlinge. Vriendinnetje van Ondrej. Bang als een kind.
- Ondrej: Student. Vriend van Fanka. Wil Fanka beschermen en is bereid hier voor te sterven.
- Terezcak: Oud boswachter. Verbitterd omdat hij denkt dat zijn zoon een collaborateur is.
- Babjakova: Vroedvrouw. Probeert vrij te komen omdat ze dringend naar een kraambed moet.
- Dr. Sustek: Veearts. Hij beweert onmisbaar te zijn voor de stad omdat er mond-en-klauwzeer is uitgebroken.
- Tulak: Zwerver. Niemand kent hem en al gauw wordt hij verdacht van de moord op de Duitse soldaat.
- Uhrik: Kapper. Wil koste wat kost blijven leven en is bereid hiervoor tot het uiterste te gaan.
- Lekarnikova: Vrouw van de apotheker. Is er zeker van dat zij door haar status niet zal sterven.
- Tomko: Leraar. Hij is de enige die de kalmte bewaart en de gemoederen probeert te bedaren.
- Mondokova: Prostituee. Zij is uitdagend en rad van tong maar met een hart van goud.
- Fischl: Houthandelaar. Hij is een Duitser maar voelt zich meer Slowaaks. Neemt zijn taak als onderhandelaar serieus.